# Pedro Ferrándiz
Pedro Ferrándiz González (Alicante, 20 de noviembre de 1928 - 7 de julio de 2022) fue un entrenador español de baloncesto. Miembro del Hall of Fame y una de las figuras más destacadas del baloncesto español. Tuvo una dilatada y exitosa carrera en el Real Madrid, siendo el entrenador más laureado de Europa, pasando después a su directiva. También entrenó a la Selección española.
El nombre de Pedro Ferrándiz figura en el Naismith Memorial Basketball Hall of Fame, en el Salón de la Fama de la FIBA y también en el Salón de la Fama del baloncesto español. Entre los reconocimientos y méritos recibidos a nivel nacional e internacional destacan la Gran Cruz de la Real Orden del Mérito Deportivo y el Collar de la Orden Olímpica, entre otros.

## Biografía
Entrenador de baloncesto español de los años 1960 y 1970, es uno de los técnicos más laureados del baloncesto mundial. Nacido en Alicante el 20 de noviembre de 1928 fue el entrenador del Real Madrid durante las citadas décadas, con el que ganó 12 Ligas españolas, 11 Copas de España y 4 Copas de Europa. Posee el récord de ser el entrenador que ha conseguido más Ligas españolas y más Copas de España. Siete veces campeón del Torneo de Navidad FIBA (1967, 1968, 1969, 1970, 1972, 1973 y 1974), entre otros títulos. Tres veces subcampeón de Europa (1961-62, 1968-69 y 1974-75).
Fue directivo del Real Madrid desde la temporada 1962-1963 hasta la temporada 1966-1967 cosechando varios títulos nacionales e internacionales.
Entrenador Nacional de Baloncesto N.º 1 en su promoción (1951). Primer profesor de Baloncesto del Instituto Nacional de Educación Física (INEF). Fundador y primer presidente de la Asociación Mundial de Entrenadores de Baloncesto.
Fue autor de la "autocanasta", que obligó a la FIBA a cambiar un artículo del Reglamento.
En marzo de 2007 fue elegido para figurar en el Naismith Memorial Basketball Hall of Fame, el Salón de la Fama del Baloncesto sito en Springfield, Estados Unidos. En septiembre de 2009 fue elegido para figurar en el Salón de la Fama de la FIBA, sito en Alcobendas, Madrid (España).
En enero de 2014 el pabellón polideportivo de Alicante conocido hasta entonces como Centro de Tecnificación, donde juega sus partidos el Lucentum Alicante, pasó a llamarse Pabellón Pedro Ferrándiz en su honor por ser el único alicantino en el Salón de la Fama del Baloncesto, y uno de los dos únicos españoles, junto a Antonio Díaz-Miguel.
El 27 de febrero de 2017 fue nombrado socio de honor del Real Madrid Club de Fútbol, la más alta distinción entregada por el club a un aficionado por su labor para con el club durante su trayectoria.
En octubre de 2021 fue incluido como entrenador en el Hall of Fame del Baloncesto Español en la promoción de 2019.
Falleció en su ciudad natal el 7 de julio de 2022, a los 93 años.

## Autocanasta
Uno de los hechos por los que Pedro Ferrándiz se hizo conocido popularmente es por la "autocanasta" de la Copa de Europa de baloncesto 1961-62 en el partido de ida de la eliminatoria de octavos de final Pallacanestro Varese - Real Madrid. El jugador madridista Lorenzo Alocén a petición de Pedro Ferrándiz, metió el balón en su propia canasta, mientras fingía haberse equivocado, para dejarse perder y no acudir a la prórroga, ya que el equipo en ese momento tenía a varios jugadores cargados de falta. El Madrid perdió el partido 82-80 y en el partido de vuelta remontó en Madrid, ganando 62–83 (el objetivo era ya que el Madrid no iba a ganar el partido perderlo por la menor puntuación posible para intentar darle la vuelta en el partido de vuelta ganando con más diferencia, objetivo que se consiguió). La FIBA prohibió las autocanastas bajo multa de 1000 dólares y expulsión de dos años.

## Premios

### Distinciones deportivas
- Gran Cruz de la Real Orden del Mérito Deportivo en España.
- Miembro del Consejo de Notables del Deporte Español.
- Miembro y Collar de la Orden Olímpica del COI.
- Orden del Mérito de la FIBA.
- Miembro del Comité de Selección y del Comité de Honores Internacional del Naismith Memorial Basketball Hall of Fame de Estados Unidos.
- Premio Nacional a las Artes y Ciencias aplicadas al Deporte.
- Medalla de Oro al Mérito Deportivo de España.
- Insignia de Oro y Brillantes de la Federación Española de Baloncesto.
- Placa de Oro al Mérito Deportivo de España.
- Insignia de Oro y Brillantes del Real Madrid.
- Entrenador Inmortal en los últimos 50 años por la Unión de Ligas Europeas de Baloncesto (ULEB).
- Medalla de Plata al Mérito Deportivo en España.
- Medalla de Plata al Mérito Deportivo de la Ciudad de Calpe.
- Placa de Oro del Real Madrid.
- Premio de la Federación de Baloncesto de Madrid en su 75 Aniversario.
- Premio del Comité Olímpico Español a los Valores Olímpicos 2006.
- Insignia de Oro y Brillantes de la Asociación Española de Entrenadores de Baloncesto.
- Presidente de Honor del Colegio Alicantino de Entrenadores de Baloncesto.
- Insignia de Oro del Club Baloncesto Alcobendas.
- Insignia de Oro y Brillantes de la Federación Alicantina de Baloncesto.
- Insignia de Oro y Brillantes de la Federación de Baloncesto de La Coruña.
- Placa de Oro del Club Atlético Montemar de Alicante.
- Premio Raimundo Saporta año 2001 de la AEEB.
- Mejor entrenador español de Baloncesto de la temporada 1974-75.
- Mejor entrenador español del Siglo XX por la Revista Gigantes del Basket.
- Premio Mención Especial de la Asociación de Periodistas Deportivos de Alicante (1998).
- Premio especial de la Diputación de Alicante (2007).
- Miembro del Naismith Memorial Basketball Hall of Fame, el Salón de la Fama del Baloncesto sito en Springfield, Estados Unidos (1 de marzo de 2007).
- Medalla de Oro al Mérito Deportivo de la Comunidad Valenciana (2008).
- Miembro del Salón de la Fama de la FIBA, sito en Alcobendas, Madrid (España) (22 de septiembre de 2009).
- Hall of Fame del Baloncesto Español (2019).

### Distinciones civiles
- Caballero de la Orden de Yuste.
- Caballero de la Real Hermandad de San Fernando.
- Caballero de la Orden Militar y Hospitalaria de San Lorenzo de Jerusalén.
- Académico numerario de la Ilustre Academia Mundial de las Ciencias, Tecnología y Formación Profesional (CTFP).
- Miembro del Forum de Alta Dirección.
- Caballero del Capítulo Hispanoamericano del Corpus Christi en Toledo.
- Pregonero de las Hogueras de San Juan en Alicante (2003).

## Trayectoria
- Real Madrid (Categorías inferiores): 1955-1957.
- CB Hesperia: 1957-1959.
- Real Madrid: 1959-1962, 1964-1965 y 1966-1975.
- Selección de baloncesto de España: 1964-1965.

## Palmarés

### Títulos internacionales de club
- 4 Copas de Europa: 1965, 1967, 1968, 1974 (habiendo disputado 7 finales de la máxima competición continental).

### Títulos nacionales de club
- 12 Ligas Españolas: 1961, 1962, 1963, 1966, 1969, 1970, 1971, 1972, 1973, 1974, 1975, 1976.
- 11 Copas de España: 1960, 1961, 1962, 1965, 1967, 1970, 1971, 1972, 1973, 1974, 1975.

### Títulos regionales
- 4 Torneos regionales: 1960-1961, 1961-1962, 1965-1966, 1966-1967.

### Otros torneos internacionales
- 7 Torneos de Navidad FIBA: 1967, 1968, 1969, 1970, 1971, 1973, 1974 (medallas FIBA hasta 1980).

### Categorías inferiores
- 1 Campeonato de España Juvenil: 1956-1957.

## Fundación Pedro Ferrándiz
En su honor se crea la Fundación Pedro Ferrándiz cuyo objetivo es El cuidado y la difusión cultural del baloncesto, creada en 1991 cuya sede está ubicada en Alcobendas y que alberga la Biblioteca Samaranch, la mayor del mundo dedicada al baloncesto.
Anualmente, la fundación entrega los premios Quijote de plata dedicado a toda persona que trabaja en favor del deporte español.